# لیوبوف رودوفسکایا
لیوبوف رودوفسکایا (اوکراینی: Любов Іванівна Рудовська؛ زادهٔ ۵ نوامبر ۱۹۵۰) بازیکن والیبال اهل اتحاد جماهیر شوروی سوسیالیستی است.